# Mes héros
Pour plus de détails, voir Fiche technique et Distribution.
Mes héros est une comédie dramatique française réalisée par Éric Besnard et sortie en 2012.

## Synopsis
Maxime est le patron débordé de travail d'une entreprise d'ambulances. Trompé par sa femme, il refuse de le lui pardonner. Il apprend que sa mère Olga, une femme au caractère bien trempé — qui refuse la soumission et le monde actuel — est en garde à vue après s'être interposée dans une rixe. Il part à Bordeaux pour la sortir de prison. Maxime sait que les rapports d'Olga et son père Jacques ne sont pas au beau fixe, mais il la ramène chez elle. Sur le chemin de retour, Olga détourne l'itinéraire pour aller chercher le jeune garçon Tiemoko, fils d'une sans papiers africaine expulsable, afin de le cacher chez elle à l'abri des autorités. Maxime profite de l'occasion pour aller passer quelques jours chez ses parents, loin de ses ennuis professionnels et conjugaux. Malgré les querelles de ses parents, il découvre l'inquiétude de sa mère pour son père, qui, sous des airs de bon vivant aimant les bonnes bouteilles et les cigarettes que sa femme lui interdit, est de santé fragile. Le fils redécouvre ainsi les sentiments amoureux et la générosité de ses parents, « ses héros », modèle de couple dans lequel il cherche le moyen de dépasser ses propres problèmes. Le petit Tiemoko vient cimenter cette famille en recherche de solutions.

## Fiche technique
- Titre : Mes héros
- Réalisation : Éric Besnard
- Scénario : Éric Besnard
- Photographie : Jean-Marie Dreujou
- Montage : Christophe Pinel
- Décor : Bertrand Seitz
- Costume : Jette Kraghede
- Musique : Christophe Julien
- Production : Richard Grandpierre et Frédéric Doniguian
- Société de production : Eskwad, en association avec Cinémage 6
- Distribution : Pathé Distribution
- Budget : 7 870 000 euros[1]
- Pays :  France
- Genre : Comédie dramatique
- Durée : 90 minutes
- Sortie : 26 août 2012 (Angoulême Film Festival), 12 décembre 2012

## Distribution
- Josiane Balasko : Olga
- Gérard Jugnot : Jacques, le mari d'Olga
- Clovis Cornillac : Maxime, l'ambulancier, fils d'Olga et Jacques
- Ibrahim Burama Darboe : Tiemoko, le petit garçon
- Magaly Berdy : Sally, la mère de Tiemoko
- Anne Charrier : Stéphanie, la femme de Maxime
- Pierre Richard : Jean, le vieil ami de Jacques
- David Salles : le premier gendarme
- Christophe Vandevelde : le deuxième gendarme
- Joseph Besnard : le fils de Maxime
- Michelle Goddet : Nicole, la première dame qui cache Tiemoko
- Xing Xing Cheng : la femme asiatique
- Stefan Godin : le mari violent
- Constance Dollé : la belle-fille de Jean
- Alexia Stresi : la vendeuse du magasin de jouets
- Michel Masiero : Roger
- Sarah Suco : la serveuse du bistrot
- Fejria Deliba : Rachida

## Autres films similaires
- sur la thématique engagée de la protection des sans papiers
  - Le Havre de Aki Kaurismäki
  - Welcome de Philippe Lioret
  - Comment j'ai rencontré mon père de Maxime Motte
  - Samba d'Éric Toledano et Olivier Nakache